# Камень-на-Оби (станция)
Ка́мень-на-Оби́ — железнодорожная станция Алтайского региона Западно-Сибирской железной дороги, расположена на магистрали Омск — Среднесибирская в городе Камне-на-Оби Алтайского края. Расстояние от Омска — 599 км, от Среднесибирской — 168 км.

## Описание станции
С вводом в эксплуатацию в 2009 году  второго мостового перехода через Обь, Среднесибирская магистраль стала главным грузовым ходом Западно-Сибирской ж.д.. Станция переведена в транзитный режим.
В связи с открытием моста был проведён капитальныий ремонт здания вокзала, построенного в 1962 году . Также был установлен паровоз-памятник Л-0154.

## Поезда дальнего следования
На станции Камень-на-Оби делают остановку поезда, идущие в направлении Москвы, Омска, Барнаула, Рубцовска.

### Круглогодичное движение поездов
| № поезда | Маршрут движения     | № поезда | Маршрут движения     |
| -------- | -------------------- | -------- | -------------------- |
| 77       | Абакан — Москва      | 78       | Москва — Абакан      |
| 91       | Черепаново — Карасук | 92       | Карасук — Черепаново |
| 109      | Рубцовск — Омск      | 110      | Омск — Рубцовск      |

### Сезонное движение поездов
| № поезда | Маршрут движения | № поезда | Маршрут движения |
| -------- | ---------------- | -------- | ---------------- |
| 251      | Барнаул — Адлер  | 252      | Адлер — Барнаул  |

## Пригородные поезда
Пригородное сообщение осуществляется электропоездами. Оператор — ОАО «Алтай-Пригород» . По состоянию на начало 2014 года пригородные электропоезда курсируют 1 раз в сутки в направлении Барнаула (станции Плотинная, Тараданово, Сузун, Ларичиха, Средне-Сибирская, Озерки, Цаплино, Повалиха, Боровиха, Алтайская). Ранее сообщение осуществлялось также в направлении Карасука.